# Eric Piatkowski
Eric Todd Piatkowski (Steubenville, Ohio, 30 de septiembre de 1970) es un exjugador de baloncesto estadounidense que jugó 14 temporadas en la NBA. Con 2,01 de estatura, su puesto natural en la cancha era el de escolta o alero. Es el hijo de Walt Piatkowski, exjugador de la ya extinta ABA.

## Trayectoria deportiva

### Universidad
Jugó durante cuatro temporadas con los Cornhuskers de la Universidad de Nebraska, en las que promedió 15,7 puntos y 5,4 rebotes por partido.

### Profesional
Fue elegido en la decimoquinta posición del 1994 por Indiana Pacers, pero sus derechos fueron inmediatamente traspasados a Los Angeles Clippers junto con Pooh Richardson y Malik Sealy a cambio de Mark Jackson y los derechos del draft de Greg Minor. 
Tras nueve temporadas en los Clippers, luego jugó también en Houston Rockets, Chicago Bulls y finalmente en Phoenix Suns hasta la 2007–08.

## Estadísticas de su carrera en la NBA

### Temporada regular
| Año     | Equipo      | PJ  | PT  | MPP  | %TC  | %3P  | %TL   | RPP | APP | ROB | TPP | PPP  |
| ------- | ----------- | --- | --- | ---- | ---- | ---- | ----- | --- | --- | --- | --- | ---- |
| 1994–95 | Los Angeles | 81  | 11  | 14.9 | .441 | .374 | .783  | 1.6 | 1.0 | .5  | .2  | 7.0  |
| 1995–96 | Los Angeles | 65  | 1   | 12.1 | .405 | .333 | .817  | 1.6 | .7  | .4  | .2  | 4.6  |
| 1996–97 | Los Angeles | 65  | 0   | 11.5 | .450 | .425 | .821  | 1.6 | .8  | .5  | .2  | 6.0  |
| 1997–98 | Los Angeles | 67  | 35  | 26.0 | .452 | .409 | .824  | 3.5 | 1.3 | .8  | .2  | 11.3 |
| 1998–99 | Los Angeles | 49  | 38  | 25.3 | .432 | .394 | .863  | 2.9 | 1.1 | .9  | .1  | 10.5 |
| 1999–00 | Los Angeles | 75  | 23  | 22.8 | .415 | .383 | .850  | 3.0 | 1.1 | .6  | .2  | 8.7  |
| 2000–01 | Los Angeles | 81  | 40  | 26.5 | .433 | .404 | .873  | 3.0 | 1.2 | .6  | .2  | 10.6 |
| 2001–02 | Los Angeles | 71  | 64  | 24.2 | .439 | .466 | .894  | 2.6 | 1.6 | .6  | .2  | 8.8  |
| 2002–03 | Los Angeles | 62  | 26  | 21.9 | .471 | .398 | .828  | 2.5 | 1.1 | .5  | .2  | 9.7  |
| 2003–04 | Houston     | 49  | 0   | 14.3 | .377 | .352 | .875  | 1.5 | .5  | .3  | .1  | 4.1  |
| 2004–05 | Chicago     | 68  | 11  | 12.4 | .430 | .425 | .804  | 1.2 | .8  | .4  | .0  | 4.8  |
| 2005–06 | Chicago     | 29  | 1   | 7.9  | .393 | .273 | .400  | .8  | .4  | .2  | .0  | 2.0  |
| 2006–07 | Phoenix     | 11  | 0   | 6.6  | .360 | .389 | 1.000 | .8  | .4  | .0  | .1  | 2.5  |
| 2007–08 | Phoenix     | 16  | 0   | 7.1  | .364 | .423 | 1.000 | .8  | .6  | .0  | .1  | 2.4  |
| Total   | Total       | 789 | 250 | 18.5 | .434 | .399 | .839  | 2.2 | 1.0 | .5  | .1  | 7.5  |

### Playoffs
| Año   | Equipo        | PJ | PT | MPP  | %TC   | %3P  | %TL   | RPP | APP | ROB | TPP | PPP |
| ----- | ------------- | -- | -- | ---- | ----- | ---- | ----- | --- | --- | --- | --- | --- |
| 1997  | L.A. Clippers | 3  | 0  | 12.7 | .364  | .400 | .857  | .7  | .0  | .3  | .0  | 5.3 |
| 2004  | Houston       | 1  | 0  | 4.0  | .000  | .000 | .000  | 1.0 | .0  | .0  | .0  | .0  |
| 2005  | Chicago       | 5  | 0  | 13.2 | .316  | .385 | .857  | 1.8 | .6  | .8  | .2  | 4.6 |
| 2006  | Chicago       | 6  | 0  | 4.7  | .500  | .400 | 1.000 | .8  | .2  | .0  | .2  | 1.7 |
| 2007  | Phoenix       | 1  | 0  | 3.0  | 1.000 | .000 | .000  | .0  | .0  | .0  | .0  | 2.0 |
| 2008  | Phoenix       | 1  | 0  | 2.0  | .000  | .000 | .000  | .0  | .0  | .0  | .0  | .0  |
| Total | Total         | 17 | 0  | 8.3  | .368  | .391 | .875  | 1.0 | .2  | .3  | .1  | 3.0 |